# Engee
Engee is een historisch merk van motorfietsen.
Dit was een Duits motorfietsmerk dat in 1925 slechts één model maakte met een Kühne-kopklepmotor van 348 cc.